# 柘溪村
柘溪村是江西省安福县金田乡下辖的一个村。

## 中国传统村落
2012年12月17日，柘溪村公布评为第一批中国传统村落。

## 中国历史文化名村
2019年1月21日，柘溪村公布为第七批中国历史文化名村。